# Tetiana Lavrenchuk
Tetiana Lavrenchuk –en ucraniano, Тетяна Лавренчук– (3 de marzo de 1993) es una deportista ucraniana que compite en lucha libre. Ganó una medalla de plata en los Juegos Europeos de Bakú 2015, en la categoría de 58 kg, y una medalla de bronce en el Campeonato Europeo de Lucha de 2013.

## Palmarés internacional
| Juegos Europeos    | Juegos Europeos   | Juegos Europeos   | Juegos Europeos |
| Año                | Lugar             | Medalla           | Categoría       |
| ------------------ | ----------------- | ----------------- | --------------- |
| 2015               | Bakú (Azerbaiyán) | Medalla de plata  | 58 kg           |
| Campeonato Europeo |                   |                   |                 |
| Año                | Lugar             | Medalla           | Categoría       |
| 2013               | Tiflis (Georgia)  | Medalla de bronce | 59 kg           |